# Smart Guy
Smart Guy (no Brasil "Gênio do Barulho" e em Portugal "Chico Esperto") é uma sitcom norte-americana centrada nas façanhas do gênio T.J. Henderson (Tahj Mowry), que deixa de ser um estudante do ensino fundamental, e passa a ser um estudante do ensino médio, frequentando a mesma escola que seus dois irmãos mais velhos, Yvette e Marcus. 
Criado por Danny Kallis, a série durou três temporadas no canal The WB de 2 de abril de 1997 a 16 de maio de 1999. Foi produzida pela "de Passe Entertainment" e "Danny Kallis Productions", em associação com a Walt Disney Television.
No Brasil, a série foi exibida pelos canais SBT e Disney Channel. A dublagem foi realizada pelo estúdio Herbert Richers. 
Em Portugal, a série foi apenas exibida pelo Disney Channel.

## Sinopse
Situada em Washington, a série centra-se nas aventuras do menino gênio e filho mais novo da família Henderson, T.J., que aos 10 anos sai da escola primária e é transferido para a secundária "Piedmont High School", onde acaba se tornando um calouro do ensino médio. Agora ele tem que se ajustar à vida na escola com estudantes mais velhos, mas não necessariamente mais sábios - incluindo seu irmão Marcus, o melhor amigo de Marcus, Mo, e sua irmã Yvette. Seu pai Floyd Henderson, é um pai solteiro e viúvo que possui seu próprio negócio, e tem que lidar com a criação e os dilemas de seus três filhos, desde a morte de sua esposa.
Os episódios tipicamente lidam com os erros cometidos pelo T.J. ao tentar se encaixar no mundo dos adolescentes, ao mesmo tempo em que ele é apenas uma criança. 

## Lista de Episódios
| Temporada | Temporada | Nº de Episódios | Estréia                | Final              |
| --------- | --------- | --------------- | ---------------------- | ------------------ |
|           | 1         | 7               | 2 de Abril de 1997     | 7 de Maio de 1997  |
|           | 2         | 22              | 10 de Setembro 1997    | 13 de Maio de 1998 |
|           | 3         | 22              | 20 de Setembro de 1998 | 16 de Maio de 1999 |

## Informações
- A série foi gravada no Sunset-Gower Studios em Hollywood. A primeira temporada foi filmada de agosto á setembro de 1996.

- A escola fictícia "Piedmont High School" mais tarde apareceu em outra série produzida pela Disney, que também se passa em Washington, "Cory na Casa Branca". Também foi reaproveitada com o nome de "John Adams High" na série, "O Mundo é dos Jovens".[3]

- Tahj Mowry e Omar Gooding são os únicos membros do elenco que não aparecem em todos os episódios, o que no caso de Mowry é bastante incomum, sendo que ela é o personagem principal da série, ele não apareceu no episódio  "Get a Job" da 3ª temporada.

- Nos Estados Unidos a série foi reprisada diversas vezes em vários canais, em setembro de 1999, três meses após ter sido cancelada pela WB, as reprises começaram no Disney Channel e seguiram até setembro de 2004. Também foi exibida pelo canal Nickelodeon de 7 de abril de 2002 até 23 de abril de 2004. No canal BET foi de 6 de setembro de 2008 a setembro de 2009. Voltou a ser exibida pela MTV2 em 19 de abril de 2013.

- A série teve várias participações como o grupo Destiny's Child, Taraji P. Henson, Ashley Tisdale, Naya Rivera, Tia Mowry, Tamera Mowry.[4]

## Prêmios e Indicações
| Ano  | Premiação                  | Categoria                                                        | Indicado                                    | Resultado |
| ---- | -------------------------- | ---------------------------------------------------------------- | ------------------------------------------- | --------- |
| 1998 | BAFTA                      | Kids' Vote                                                       | Smart Guy                                   | Venceu    |
| 1998 | YoungStar Awards           | Best Performance by a Young Actor in a Comedy TV Series          | Tahj Mowry                                  | Indicado  |
| 1998 | Young Artist Awards        | Best Performance in a TV Comedy Series – Leading Young Performer | Tahj Mowry                                  | Indicado  |
| 1999 | Young Artist Awards        | Best Family TV Comedy Series                                     | Smart Guy                                   | Indicado  |
| 1999 | NAACP Image Awards         | Outstanding Youth Actor/Actress                                  | Tahj Mowry                                  | Indicado  |
| 2000 | American Cinema Foundation | Television Series – Comedy                                       | Smart Guy                                   | Indicado  |
| 2000 | Humanitas Prize            | 30 Minute Category                                               | Steve Young Pelo episódio "Never Too Young" | Indicado  |
| 2000 | NAACP Image Awards         | Outstanding Youth Actor/Actress                                  | Tahj Mowry                                  | Indicado  |